# Lijst van vlaggen van Paraguayaanse deelgebieden
Dit artikel bevat een lijst van vlaggen van Paraguayaanse deelgebieden. Paraguay bestaat uit zeventien departementen (Spaans: departamentos) en een hoofdstedelijk district (distrito capital) dat de hoofdstad Asuncion omvat. De departementen zijn verdeeld in 224 districten.

## Vlaggen van departementen

Alto Paraguay
Alto Paraná
Amambay
Boquerón
Caaguazú
Caazapá
Canindeyú
Central
Concepción
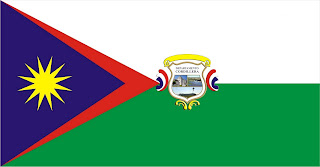
Cordillera
Guairá
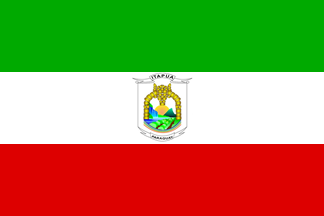
Itapúa
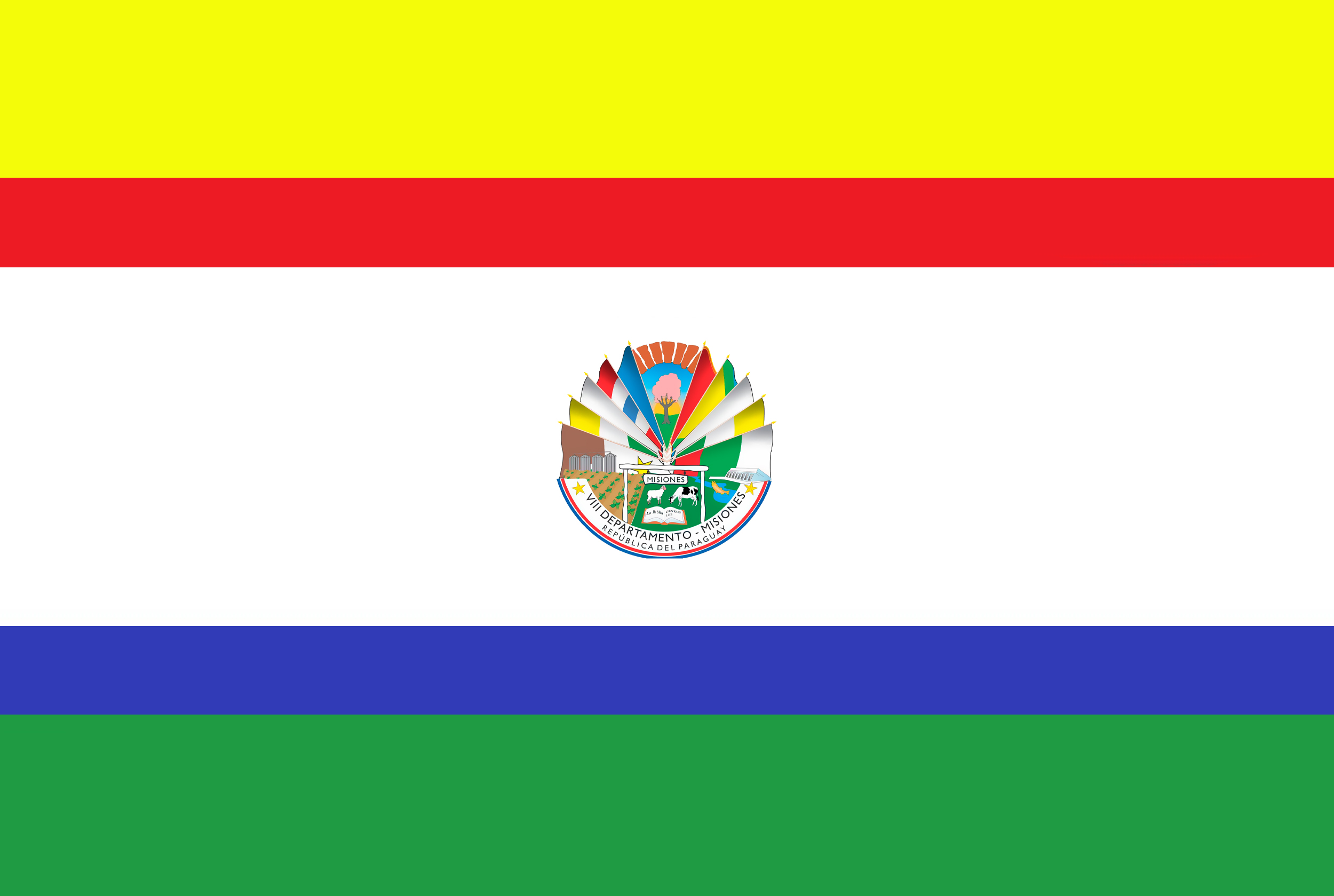
Misiones
Ñeembucú
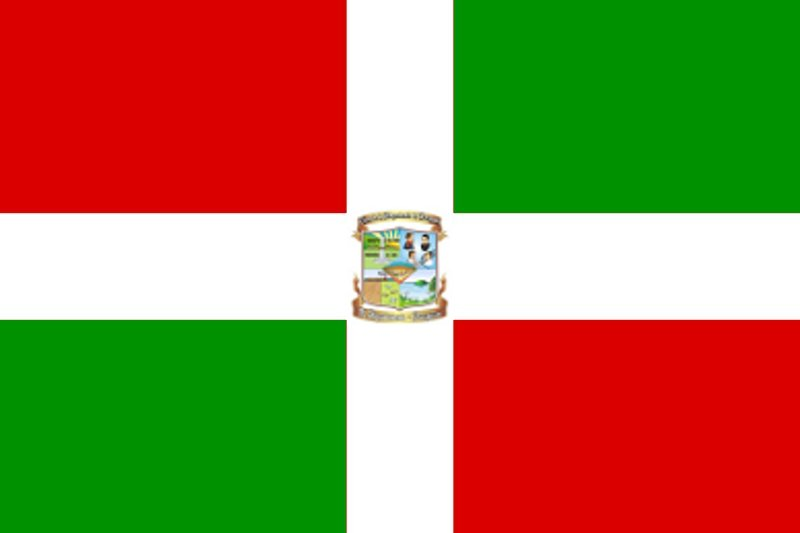
Paraguarí
Presidente Hayes
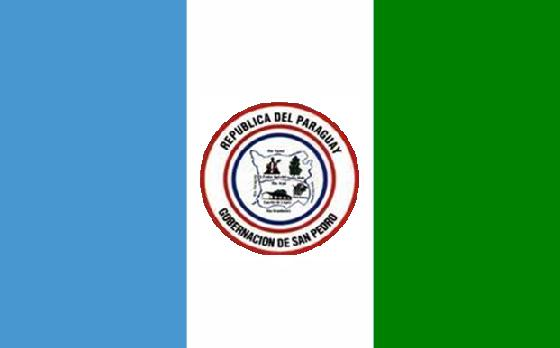
San Pedro

## Vlaggen van de hoofdstedelijk district

Asuncion